# Idiops camelus
Idiops camelus är en spindelart som först beskrevs av Cândido Firmino de Mello-Leitão 1937. 
Idiops camelus ingår i släktet Idiops och familjen Idiopidae. Inga underarter finns listade i Catalogue of Life.